# Physocalymma
Physocalymma es un género de plantas fanerógamas perteneciente a la familia Lythraceae, el cual incluye dos especies: Physocalymma floridum y Physocalymma scaberrimum